# Cyathea conformis
Cyathea conformis är en ormbunkeart som först beskrevs av R. Tryon, och fick sitt nu gällande namn av Robert G. Stolze. Cyathea conformis ingår i släktet Cyathea och familjen Cyatheaceae. Inga underarter finns listade.